# Janusz Tukiendorf
Janusz Tukiendorf (ur. 2 stycznia 1941 w Zamościu) – polski siatkarz i trener siatkówki, wielokrotny mistrz Polski.

## Kariera sportowa
Był zawodnikiem AZS-AWF Warszawa, z którym zdobył mistrzostwo Polski w 1960, 1961, 1963, 1965, 1966 i 1968 oraz wicemistrzostwo Polski w 1967 i brązowy medal mistrzostw Polski w 1969. W latach 1981–1984 był trenerem tej drużyny. W 1968 wystąpił w 3 spotkaniach reprezentacji Polski seniorów. Był także wiceprezesem Polskiego Związku Piłki Siatkowej.